# Mihajlo Bučić
Mihajlo Bučić, magyarosan Buchich Mihály (16. század) református lelkész.

## Élete
Horvátországi származású; Belicában a Muraközben volt katolikus plébános; majd áttért a protestáns hitre és ezt szóval és írásban terjesztette Szlavóniában, miért is 1574-ben és később is sok kellemetlensége volt Draskovich György püspökkel.

## Munkái
- Contra praesentiam corporis et sanguinis Christi in sacramento Eucharistiae. Nedelische, 1573.
- Kerstjanski Nauk. Uo. 1573. (Keresztyén katekismus.)
- Novi Zakon Uo. 1573. (Uj testamentom horvátúl).